# Einzellerprotein
Einzellerprotein (englisch single cell protein, SCP), auch Einzellereiweiß, ist eine proteinreiche Substanz, welche seit den 1970er-Jahren hauptsächlich als protein- und vitaminhaltiges Tierfutter verwendet wird. Hierbei bauen Mikroorganismen in Massenkulturen in Bioreaktoren aus einfachen und kostengünstigen organischen Substanzen Proteine und Aminosäuren auf und werden dann „geerntet“. Zu den eingesetzten Mikroorganismen zählen beispielsweise Futterhefen wie Candida oder Pichia sowie Bakterien wie Methylophilus und Methylomonas. Auch Algen werden eingesetzt.
Als organische Substanz dienen beispielsweise Methanol oder Methan, welche von methylotrophen Bakterien umgesetzt werden. Auch Ethanol kann als Substrat fungieren. Generell wachsen die Massenkulturen auf Abfall- oder Nebenprodukten der Landwirtschaft und der Lebensmittelindustrie. Eine weitere Methode zur Herstellung von Einzellerprotein ist die Verwendung von Wasserstoff oxidierenden Bakterien, die Kohlenstoffdioxid und Stickstoff verarbeiten können. Große Vorteile sind die hohe Wachstumsrate und Ausbeute der Kulturen. Im Vergleich zur Sojapflanze weist die damit erzeugte Biomasse einen höheren Proteingehalt auf. Wenn Hefen verwendet werden, ist zudem der Vitamingehalt erhöht. Es gibt auch Nachteile des SCP. So kann der Anteil mancher Aminosäuren zu gering sein, außerdem sind Nukleinsäuren und Fette enthalten, welche unerwünscht sein können. Abgesehen davon besteht die Gefahr, dass Mykotoxine produziert werden. Gegebenenfalls ist eine Proteinreinigung erforderlich, bevor das Produkt dem Endzweck zugeführt werden kann.
Mit Soja, Luzerne oder Fischmehl kann SCP aus Kostengründen (noch) nicht konkurrieren.
SCP kann aus Algen, Bakterien oder Pilzen hergestellt werden. Mittels  weißer Gentechnik können Proteine, welche sonst schwer zugänglich sind, mit relativ einfach kultivierbaren Organismen wie E. coli oder Hefen gewonnen werden. 
Wesentliche Anwendungsgebiete sind Aquakulturen und Futtermittel für die Hühner- und Schweinezucht.